# Curro Romero

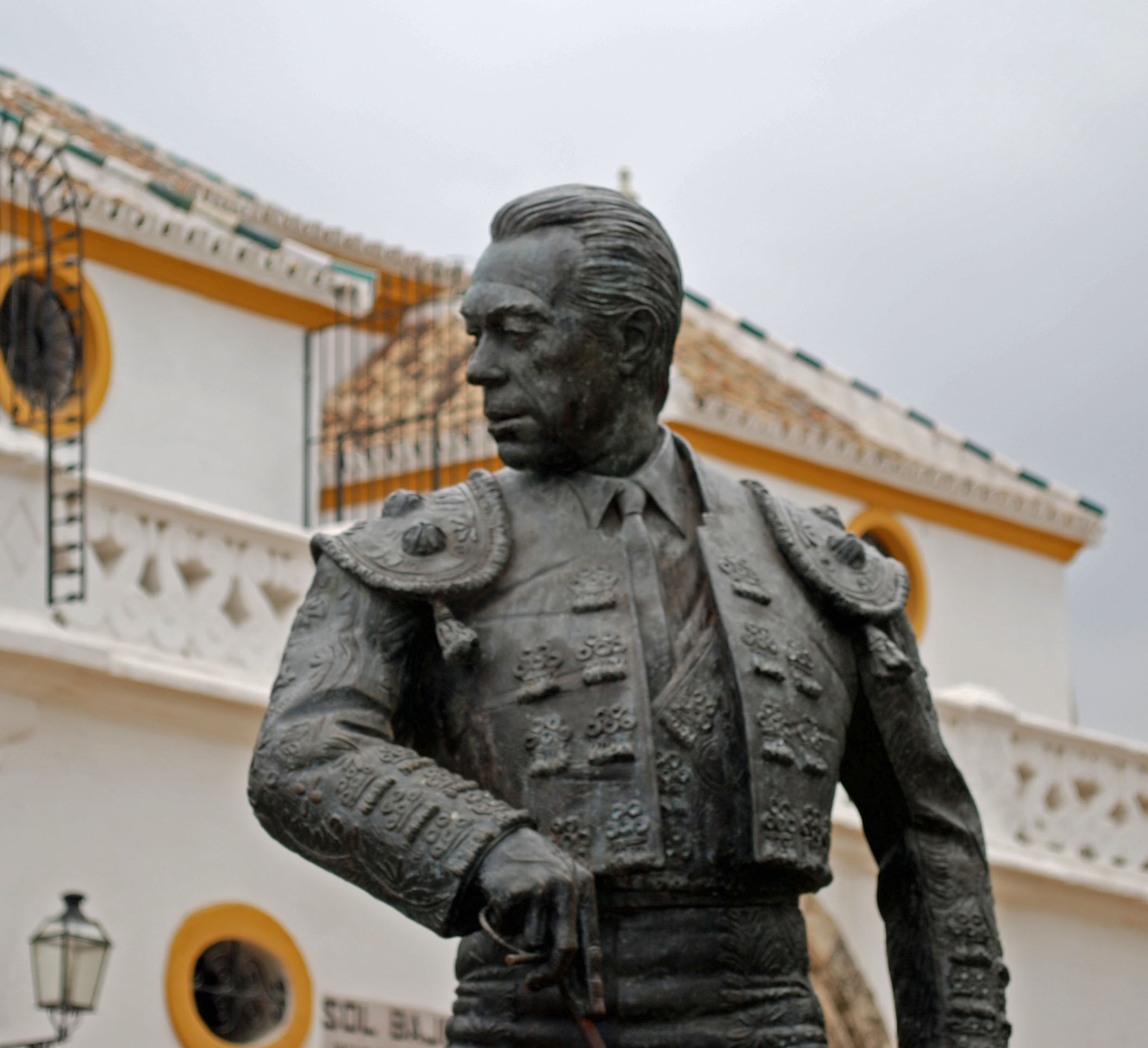
Estatua de Curro Romero junto a la plaza de toros de la Maestranza de Sevilla, obra del escultor Sebastián Santos Calero, inaugurada en 2001.

Francisco Romero López, más conocido como «Curro» Romero o «El Faraón de Camas» (Camas, Sevilla, 1 de diciembre de 1933) es un torero español. Comenzó su carrera profesional en el barrio de La Pañoleta, en Camas, el 22 de agosto de 1954 junto a Limeño.

## Biografía
Toreó por primera vez con caballos en Utrera el 8 de septiembre de 1954, con Juan Gálvez y Francisco Corpas, con novillos de Ruperto de los Reyes.
Debutó en la plaza de toros de Las Ventas de Madrid el 18 de julio de 1957, con toros de Alipio Pérez-Tabernero, acompañando a Adolfo Aparicio y Vázquez II. 
Le dio la alternativa Gregorio Sánchez, en la plaza de toros de Valencia, el 18 de marzo de 1959, teniendo como testigo a Jaime Ostos y con el toro: "Vito" del Conde de la Corte. Ese día no tuvo ningún éxito, e incluso recibió un aviso.
La confirmó en Las Ventas el 19 de mayo de 1959, con Pepe Luis Vázquez y Manolo Vázquez, con el toro:"Lunito" de Eusebia Galache. Se suspendió el festejo por la lluvia en el tercer toro.
Salió por la Puerta del Príncipe de la Maestranza de Sevilla en cuatro ocasiones: 19 de mayo de 1966; 13 de junio de 1968; 29 de mayo de 1972 y 19 de abril de 1980.
Una de sus tardes más destacadas tuvo lugar en Sevilla el 19 de mayo de 1966, cuando cortó ocho orejas a seis toros, siendo el torero que más orejas ha cortado en una tarde en la Maestranza. 
En Las Ventas salió siete veces por la Puerta Grande: 24 de mayo de 1973 (cortó dos orejas pero renunció a salir en hombros); 24 de mayo de 1965 (1 oreja); 26 de mayo de 1967 (2 orejas); 22 de septiembre de 1959 (1 oreja); 4 de julio de 1963 (2 orejas); 7 de julio de 1966 (2 orejas) y 28 de mayo de 1966 (2 orejas). Ha concedido treinta y cinco alternativas. Tiene un monumento en Sevilla, cerca de La Maestranza. En febrero de 2020 se le otorgó el título de Hijo Predilecto de Andalucía.

### Retiro
Con alrededor de 900 corridas toreadas en su carrera, se despidió de los ruedos en un festival realizado en La Algaba (Sevilla), el 22 de octubre de 2000, donde cortó dos orejas. Sin embargo, la última vez que se vistió con traje de luces fue en Murcia, el 10 de septiembre de 2000, corrida en la que alternó junto a Julián López El Juli y Pepín Jiménez, y donde se torearon toros de la ganadería de Luis Algarra.
Su trayectoria profesional ha sido una de las más largas conocidas, alternando las tardes épicas con los mayores fracasos, por lo cual, al igual que ocurriera con José Gómez "Joselito" y Belmonte, dividió a la afición taurina entre aquellos que le apoyaban incondicionalmente (curristas) y quienes le denostaban (anticurristas). Se retiró con 66 años, después de cuarenta y dos años de actividad profesional. Es un reconocido seguidor del Real Betis Balompié y era amigo del cantaor Camarón de la Isla.
El 3 de marzo de 2001 un jurado compuesto por cronistas y aficionados lo incluyó dentro de la lista de los 10 toreros más importantes del siglo XX, junto a los siguientes matadores: José Gómez "Joselito", Pepe Luis Vázquez, Juan Belmonte, Domingo Ortega, Manolete, Antonio Bienvenida, Antonio Ordóñez, Paco Camino y El Viti.

### Estilo
Ha sido considerado como «[...] un torero de arte sublime, un símbolo, la esencia de la pureza y de la majestad». El crítico taurino Díaz Cañabate elogió su estilo y lo catalogó de la siguiente manera: «Curro Romero vino a la Feria de Sevilla y el duende le acompañó, escondido en el capote embrujado, en la muleta. Y no fue Curro Romero. Fue el duende el que toreó». Con tardes de luces y sombras, pero sus partidarios eran incondicionales.

### Vida privada
El 26 de octubre de 1962, se casó en la iglesia de San Jerónimo el Real de Madrid con la cantante Concha Márquez Piquer, hija de Concha Piquer, con quien tuvo dos hijas (Concha y Coral, fallecida en accidente en EE. UU. en 1986). Se divorció de su primera esposa en 1982. El 16 de febrero de 2003 contrajo matrimonio civil con Carmen Tello Barbadillo (n. el 16 de octubre de 1955) en Espartinas.
En una sentencia sobre un pleito laboral el magistrado D. Santiago Romero, presidente de la Sala de lo Social del Tribunal Superior de Justicia de Andalucía, definió el currismo como «un sentimiento que es indudable y notoriamente altruista en favor del diestro, arraigado y profundo como el que más, creador de una ilusión permanente, de una esperanza incondicional y de una forma de entender la vida».
Tras la muerte de su primera esposa, pudo casarse por la iglesia con Carmen Tello el 18 de diciembre de 2022 en la Capilla de la Casa de Pilatos (Sevilla).

## Distinciones
Ha recibido, entre otros, los siguientes galardones, que le hacen merecedor del tratamiento Excelentísimo Señor:
- 1993, Medalla de Andalucía. Se concede en reconocimiento a las acciones, servicios y méritos excepcionales o extraordinarios realizados por personas o entidades que sean manifestación del trabajo y la solidaridad en beneficio de los demás ciudadanos.[16]
- 2005, nombramiento de Hijo Predilecto de la provincia de Sevilla.[17]
- 1997, Medalla de Oro al Mérito en las Bellas Artes.[18]
- 2008, Académico por la Real Academia de Bellas Artes de Santa Isabel de Hungría, Sevilla, primer reconocimiento que la academia otorgó a un torero.[19][20]
- 2020, Hijo Predilecto de Andalucía.[21]